# Gerald FitzGerald, 8. Earl of Kildare

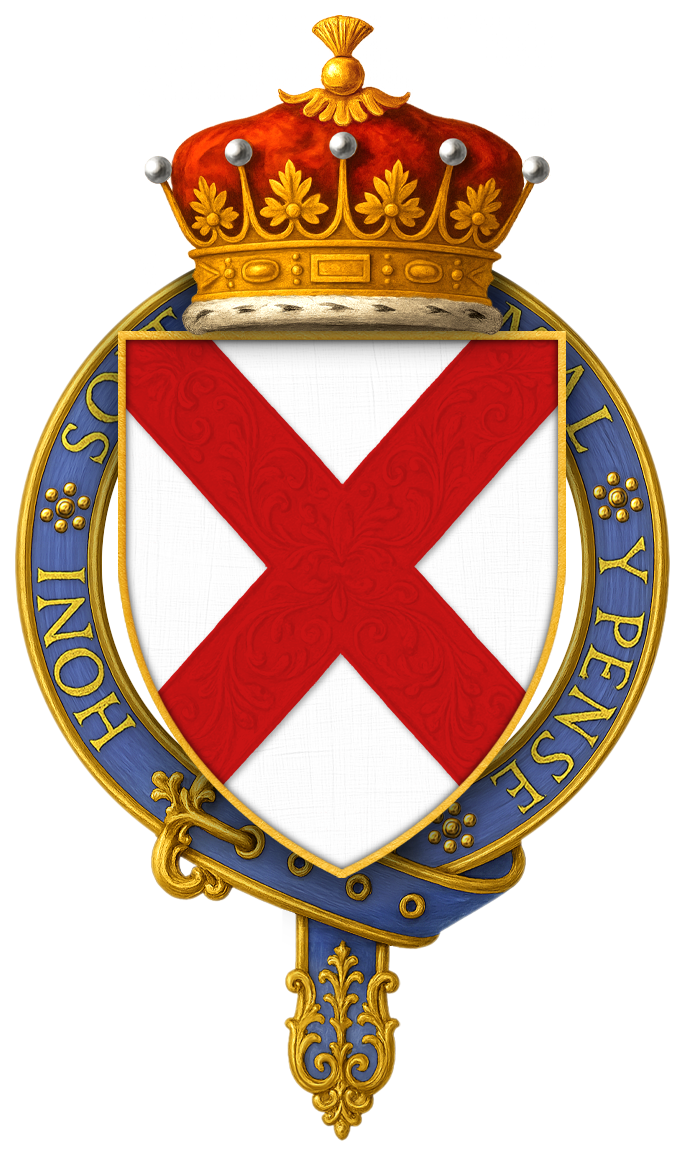
Wappen des Gerald FitzGerald, 8. Earl of Kildare

Gerald FitzGerald, 8. Earl of Kildare, KG (genannt Garret the Great (irisch Gearóid Mór) oder the Great Earl (irisch An tIarla Mór), * um 1456 in Irland; † 3. September 1513 in Kildare, County Kildare), war ein irischer Peer und Lord Deputy von Irland.

## Leben
Gerald FitzGerald war der älteste Sohn von Thomas FitzGerald, 7. Earl of Kildare, aus dessen Ehe mit Lady Joan FitzGerald, Tochter des James FitzGerald, 7. Earl of Desmond.
Beim Tod seines Vaters erbte er 1477 dessen irischen Adelstitel als Earl of Kildare. Er war dadurch der ranghöchste Peer Irlands. Im selben Jahr ernannte ihn König Eduard IV., zum Lord Deputy von Irland. Kurz darauf wurde er kurzzeitig zugunsten des Engländers Henry Grey, 4. Baron Grey of Codnor (um 1438–1496) abgesetzt, konnte sich aber die Unterstützung der Lords des Pale sichern und wurde von Eduard IV. wieder eingesetzt. Er hatte dieses Amt auch unter Richard III. und Heinrich VII. inne und herrschte in Irland mit relativ großer Autonomie. Nach einem Konflikt mit dem Erzbischof von Cashel, dessen Kathedrale er niedergebrannt hatte, gelang es seinen politischen Gegnern, in 1494 unter dem Vorwurf der Verschwörung gegen die Krone vom Parlament in Drogheda verurteilen und ihn als Gefangenen in den Tower of London überstellen zu lassen. Im folgenden Prozess konnte er 1496 die Gunst Heinrichs VII. zurückerlangen, der ihn 1496 begnadigte und wieder als Lord Deputy of Ireland einsetzte. Der Earl of Kildare kehrte daraufhin triumphierend nach Irland zurück und ging in der Folgezeit energisch gegen Widerstand vor. 1500 schlug er einen Aufstand in der Stadt Cork nieder und ließ den dortigen Bürgermeister, Maur, hängen. Im August 1504 besiegte er ein Rebellenheer des Clanricarde in der Schlacht von Knockdoe im County Galway. In Anerkennung seiner Verdienste nahm ihn König Heinrich VII. 1505 als Knight Companion in den Hosenbandorden auf. 1509 bestätigte ihn auch König Heinrich VIII. als Lord Deputy. Im Jahr 1512, drang der Earl of Kildare in das Gebiet des O’Neill of Clandeboye im County Down ein, nahm diesen gefangen, nahm die Burg von Belfast ein und verwüstete anschließend die Ländereien der Familie Bissett in den Glens of Antrim. 1513 wurde er auf einem Feldzug gegen die Familie O’Carroll tödlich verwundet, als er sein Pferd im Fluss Greese bei Kilkea tränkte. Er wurde nach Kildare zurückgebracht, wo er am oder um den 3. September 1513 starb. Er wurde in der Christ-Church-Kathedrale von Dublin bestattet.

## Ehen und Nachkommen
Er heiratete spätestens 1478 in erster Ehe Hon. Alison Eustace († 1495), Tochter des Rowland Eustace, 1. Baron Portlester, mit der er einen Sohn und vier Töchter hatte:
- Gerald FitzGerald, 9. Earl of Kildare (1487–1534);
- Lady Eleanor FitzGerald, ⚭ (1) Donald MacCarthy Reagh, Chief of Carbery, ⚭ (2) Calvagh O’Donnell, Lord of Tyrconnell;
- Lady Margaret FitzGerald († 1542), ⚭ um 1485 Piers Butler, 8. Earl of Ormonde;
- Lady Elizabeth FitzGerald, ⚭ Christopher Fleming, 8. Baron Slane;
- Lady Alice FitzGerald, ⚭ Conn O’Neill, 1. Earl of Tyrone;
- Lady Eustacia FitzGerald, ⚭ Ulick MacWilliam Burke († 1541), Lord of Clanricarde;
- Lady Joan FitzGerald.

In zweiter Ehe heiratete er 1496 Elizabeth St. John († 1516), Tochter des Sir Oliver St. John, Lord of Lydiard Tregoze in Wiltshire, mit der er weitere sieben Söhne hatte:
- Hon. Henry FitzGerald († 1516);
- Hon. Thomas FitzGerald († 1530), ⚭ N.N.;
- Hon. Sir James FitzGerald († 1537), Lord of Leixlip, ⚭ (1) Margaret D’Arcy, ⚭ (2) Tochter des John Fitzgibbon, 9. White Knight;
- Hon. Oliver FitzGerald († 1537), Lord of Killeigh, ⚭ Maeve O’Conor;
- Hon. Richard FitzGerald († 1537), Lord of Fassaroe, ⚭ Maud Marward;
- Hon. Sir John FitzGerald († 1537);
- Hon. Walter FitzGerald († 1537), ⚭ Hon. Elizabeth Plunkett, Tochter des Robert Plunkett, 5. Baron Dunsany.

Aus einer außerehelichen Beziehung hatte er zudem eine Tochter, Catherine FitzGerald, die Peter Talbot, Lord of Malahide, heiratete.
Seine Söhne aus zweiter Ehe, James, Richard, Oliver und Walter rebellierten gemeinsam mit dem Sohn seines ältesten Sohnes, Thomas FitzGerald, 10. Earl of Kildare, erfolglos gegen König Heinrich VIII. und wurden 1537 wegen Hochverrats durch Drawing and quartering hingerichtet.
Seine Witwe heiratete später Sir John Wallop KG (um 1490–1551).